# Рокьяг
Рокья́г (фр. Roquiague) — коммуна во Франции, находится в регионе Аквитания. Департамент — Атлантические Пиренеи. Входит в состав кантона Монтань-Баск. Округ коммуны — Олорон-Сент-Мари.
Код INSEE коммуны — 64468.

## География
Коммуна расположена приблизительно в 680 км к югу от Парижа, в 185 км южнее Бордо, в 40 км к западу от По.

### Климат
Климат тёплый океанический. Зима мягкая, средняя температура января — от +5°С до +13°С, температуры ниже −10 °C бывают редко. Снег выпадает около 15 дней в году с ноября по апрель. Максимальная температура летом порядка 20-30 °C, выше 35 °C бывает очень редко. Количество осадков высокое, порядка 1100 мм в год. Характерна безветренная погода, сильные ветры очень редки.

## Население
Население коммуны на 2010 год составляло 121 человек.
| 1962 | 1968 | 1975 | 1982 | 1990 | 1999 | 2010 |
| ---- | ---- | ---- | ---- | ---- | ---- | ---- |
| 155  | 157  | 167  | 150  | 130  | 127  | 121  |

## Администрация
| Период | Период | Фамилия          | Партия | Примечания |
| ------ | ------ | ---------------- | ------ | ---------- |
| 1995   | 2008   | Мишель Иригаре   |        |            |
| 2008   | 2020   | Сильвен Эфассоро |        |            |

## Экономика
В 2010 году среди 71 человека трудоспособного возраста (15-64 лет) 54 были экономически активными, 17 — неактивными (показатель активности — 76,1 %, в 1999 году было 60,0 %). Из 54 активных жителей работали 52 человека (30 мужчин и 22 женщины), безработных было 2 (2 мужчин и 0 женщин). Среди 17 неактивных 3 человека были учениками или студентами, 11 — пенсионерами, 3 были неактивными по другим причинам.

## Фотогалерея

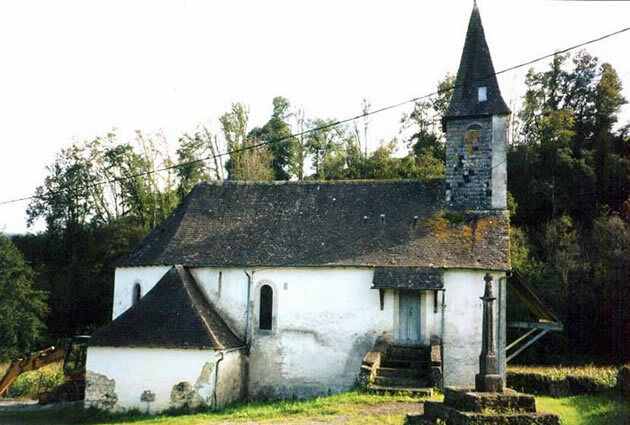
Часовня
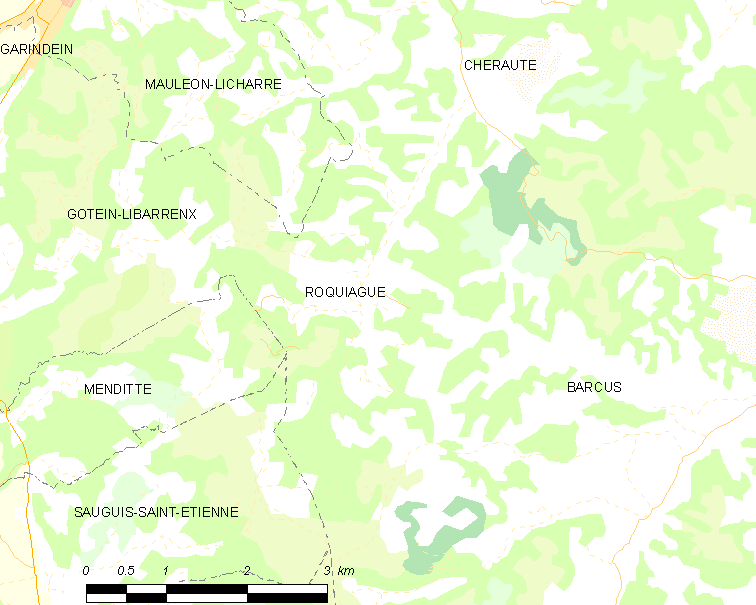
Карта коммуны